# Gyrinus pullatus
Gyrinus pullatus is een keversoort uit de familie van schrijvertjes (Gyrinidae). De wetenschappelijke naam van de soort is voor het eerst geldig gepubliceerd in 1908 door Zaitzev.